# Dornier Do J
Dornier Do J Wal ("velryba") byl německý dvoumotorový létající člun z 20. let, který vznikl ve společnosti Dornier Flugzeugwerke. Říšské ministerstvo letectví letoun Do J ve svém systému z roku 1933 označilo jako Do 16.

## Vznik a vývoj

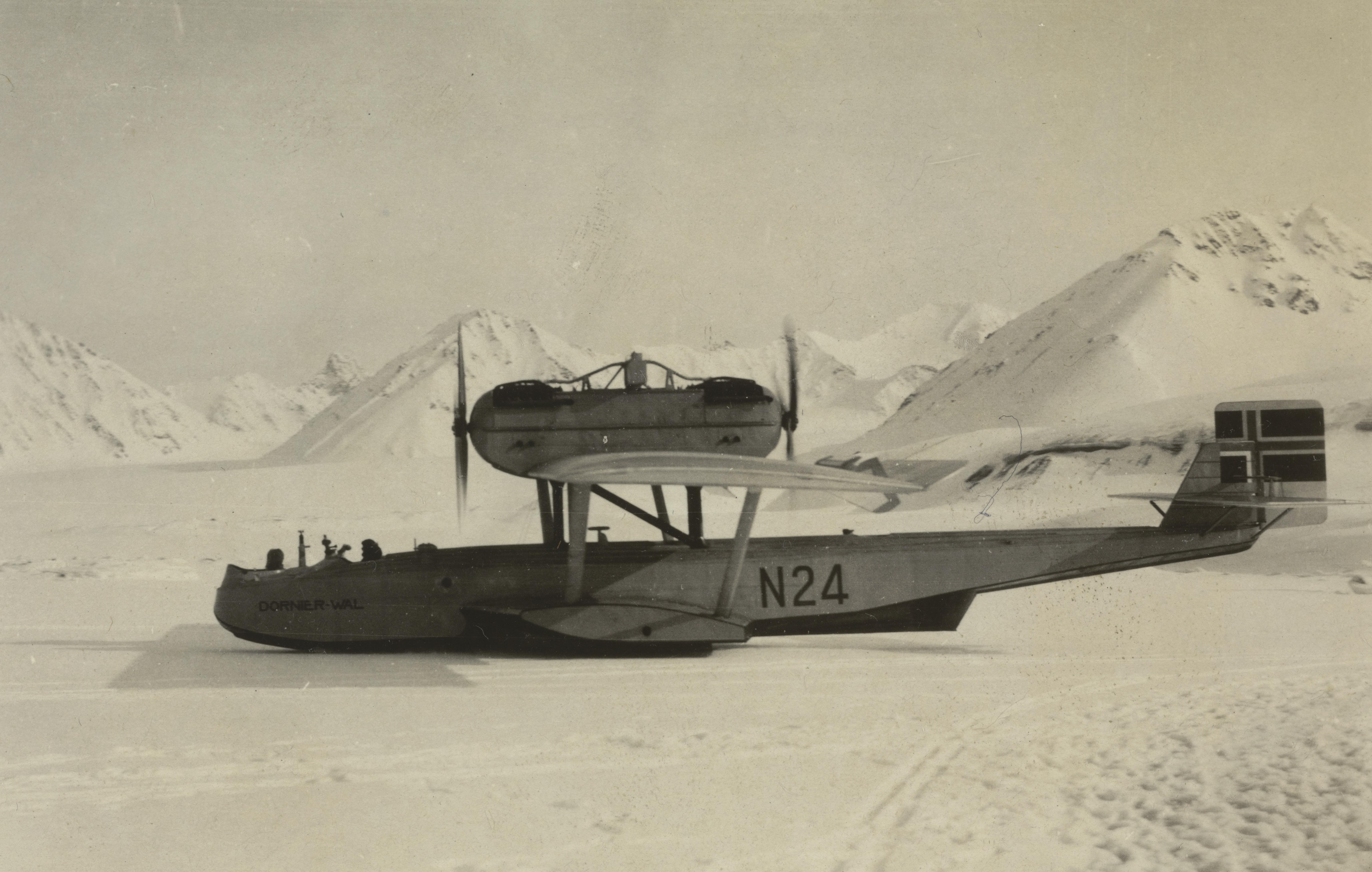
Dornier Wal (imatrikulace N-24) polární výpravy Roalda Amundsena v roce 1925, po přistání na mořském ledu.

Práce na letounu Dornier Do J z důvodu omezení daných Versailleskou smlouvu začaly v roce 1921 v italské společnosti CMASA v Marina di Pisa. Zpočátku jednu pětinu místních zaměstnanců tvořili Němci. Vznikly zde vojenské i civilní verze. Prvním zájemcem o letoun bylo v roce 1922 Španělsko, které letouny využívalo až do roku 1950. Na základě licence je vyráběla i společnost CASA.

## Specifikace (Do J Wal s motory RR Eagle)

### Technické údaje
- Osádka: 3
- Kapacita: 8-10 cestujících
- Rozpětí: 22 m
- Délka: 17,25 m
- Výška: 5,62 m
- Nosná plocha: 96 m²
- Hmotnost prázdného stroje: 3 630 kg
- Maximální vzletová hmotnost: 7 000 kg
- Pohonné jednotky: 2× 12 válcový, vidlicový, motor Rolls-Royce Eagle IX, každý o výkonu 355 hp (265 kW)

### Výkony
- Maximální rychlost: 185 km/h
- Cestovní rychlost: 145 km/h
- Dolet: 800 km
- Dostup: 3 500 m
- Počáteční stoupavost: 1,5 m/s